# Galactia galactioides
Galactia galactioides är en ärtväxtart som först beskrevs av August Heinrich Rudolf Grisebach, och fick sitt nu gällande namn av Albert Spear Hitchcock. Galactia galactioides ingår i släktet Galactia och familjen ärtväxter. Inga underarter finns listade i Catalogue of Life.